# Roseboom
Roseboom – miasto w Stanach Zjednoczonych, w stanie Nowy Jork, w hrabstwie Otsego.